# Dafnédes
Dafnédes, en grec moderne : Δαφνέδες, est un village du dème de Mylopótamos, en Crète, en Grèce. Selon le recensement de 2011, la population de Dafnédes compte 139 habitants. Il est situé à une altitude de 160 m et à une distance de 32 km de Réthymnon.

## Recensements de la population
| Recensements | 1900 | 1928 | 1940 | 1951 | 1961 | 1971 | 1981 | 1991 | 2001 | 2011 |
| ------------ | ---- | ---- | ---- | ---- | ---- | ---- | ---- | ---- | ---- | ---- |
| Population   | -    | 196  | 194  | 173  | 174  | 128  | 123  | 122  | 172  | 139  |